# カール・ラパン
カール・ラパン（Karl Rappan, 1905年9月26日 - 1996年1月2日）は、オーストリアのサッカー選手、サッカー指導者。主にスイスを活動の拠点としていた。

## 来歴
サッカースイス代表監督を4期務め、3度ワールドカップへと導いている。セルヴェッテで監督を務めていた1931年に「ヴェルウ・ディフェンス」あるいは「スイス・ボルト」と呼ばれる守備的なフォーメーションを発明したことで知られる。ラパンの陣形は1947年にネレロ・ロッコによってイタリアに持ち込まれて普及し、1953年にインテルを指揮したアルフレッド・フォニはこのシステムでスクデットを獲得している。その後、スイス・ボルトはイタリアにて改良が加えられ、エレニオ・エレーラによって「カテナチオ」と呼ばれる独自の戦術へと発展した。